# Entführung in London
Entführung in London (Originaltitel Proof of Life) ist eine britisch-deutscher Crossoverepisode in Spielfilmlänge zwischen der deutschen Krimiserie SOKO Leipzig und der britischen Krimiserie The Bill.

## Handlung
In London wird die Patentochter des Leipziger Kriminalhauptkommissars „Hajo“ Trautzschke entführt, sofort fliegt dieser dorthin. Begleitet wird er von seiner Kollegin Kriminaloberkommissarin Ina Zimmermann. In London angekommen wollen die beiden deutschen Ermittler die Arbeit der britischen Polizei um Detective Chief Inspector Jack Meadows, Detective Constable Mickey Webb und Detective Constable Kezia Walker unterstützen, allerdings geraten sie dabei immer wieder mit den dortigen Ermittlern aneinander, da sie die Arbeit der britischen Polizei nicht verstehen oder sie nicht mit deren Methoden einverstanden sind.
Das entführte Mädchen befindet sich derweil in den Händen des britischen Undercover-Polizisten Detective Constable Terry Perkins. Bei der geplanten Freilassung des Mädchens auf dem Piccadilly Circus läuft alles schief, und sie gerät in die Hände eines neuen Gangsters. Terry, der Undercover-Polizist, kann das Vertrauen des neuen Gangsters gewinnen und bleibt weiterhin bei dem Mädchen. Ein Kontaktmann dieses neuen Gangsters wird am Londoner Flughafen durch den eingeflogenen Kriminaloberkommissar Jan Maybach ersetzt. Die ganze Entführung verlagert sich infolgedessen nach Sachsen. Die Polizisten DCI Meadows, DC Webb und DC Walker fliegen daraufhin mit ihren deutschen Kollegen und der Mutter sowie dem Stiefvater der Entführten ebenfalls nach Leipzig und finden dort mit der Unterstützung von Kriminalkommissar Patrick Grimm heraus, dass der Entführer früher bei der Stasi war und den Stiefvater des Mädchens kennt. Dieser hat die Entführung in Auftrag gegeben, um sich an seiner untreuen Ehefrau und deren Liebhaber zu rächen, will aber auch seine Tochter zurück. Deshalb hilft er den Polizisten, den Aufenthaltsort des Mädchens zu ermitteln und ihre Befreiung zu initiieren.

## Entstehung und Veröffentlichung
Die Dreharbeiten fanden im Jahr 2008 statt. Produziert wurde in Englisch, weshalb sich die deutschen Schauspieler für die deutsche Fassung selbst synchronisierten. Sowohl die deutschen als auch die britischen Produzenten erstellten für ihr Land eigene Versionen des Films. Die englische lief mit dem Intro von The Bill. Für die deutsche Version wurde ein eigenes, vom Serienintro der SOKO Leipzig abweichendes Intro hergestellt.
Die Erstausstrahlung fand am 12. November 2008 auf dem britischen Fernsehsender ITV statt, in Deutschland lief die Folge erstmals am 4. September 2009 im ZDF.

## Besetzung und Synchronisation

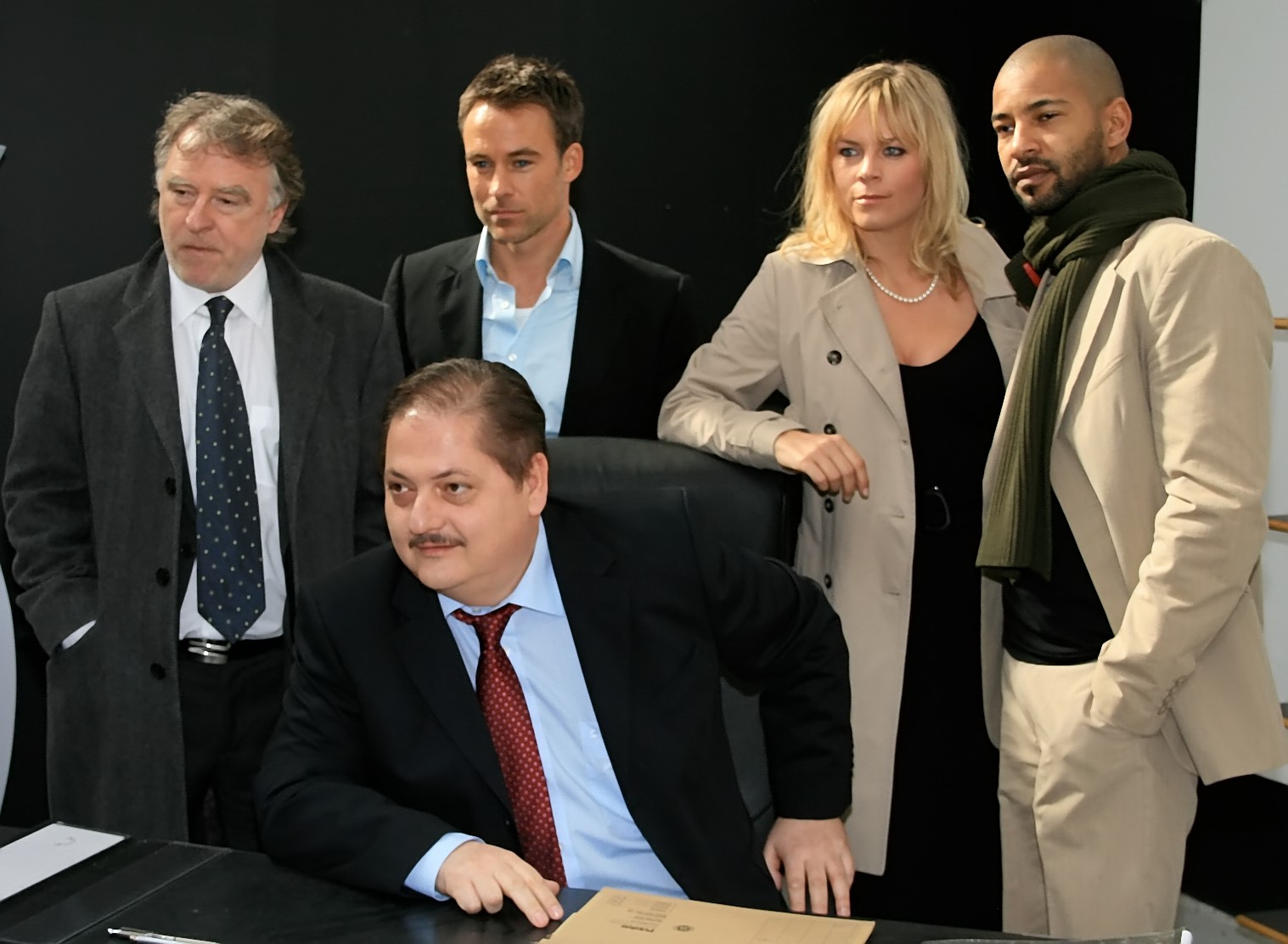
Das Team von SOKO Leipzig: Hajo Trautzschke (Andreas Schmidt-Schaller), Jan Maybach (Marco Girnth), Ina Zimmermann (Melanie Marschke) und Patrick Grimm (Tyron Ricketts), von links. Außerdem im Bild: Jürgen Tarrach (vorne)

| Hauptfigur                                             | Darsteller               | Dt. Sprecher             |
| ------------------------------------------------------ | ------------------------ | ------------------------ |
| Kriminalhauptkommissar Hans-Joachim „Hajo“ Trautzschke | Andreas Schmidt-Schaller | Andreas Schmidt-Schaller |
| Detective Chief Inspector Jack Meadows                 | Simon Rouse              | Bodo Wolf                |
| Kriminaloberkommissarin Ina Zimmermann                 | Melanie Marschke         | Melanie Marschke         |
| Detective Constable Terry Perkins                      | Bruce Byron              | Jörg Hengstler           |
| Kriminaloberkommissar Jan Maybach                      | Marco Girnth             | Marco Girnth             |

| Nebenfigur                       | Darsteller     | Dt. Sprecher       |
| -------------------------------- | -------------- | ------------------ |
| Detective Constable Mickey Webb  | Chris Simmons  | Gerrit Schmidt-Foß |
| Detective Constable Kezia Walker | Cat Simmons    | Vera Teltz         |
| Kriminalkommissar Patrick Grimm  | Tyron Ricketts | Tyron Ricketts     |

| Gastfigur                     | Darsteller      | Dt. Sprecher              |
| ----------------------------- | --------------- | ------------------------- |
| Viktor Hauptmann              | Ulrich Matthes  | Ulrich Matthes            |
| Charlotte Fischer             | Anna Maria Mühe | Anna Maria Mühe           |
| Helen Wegner                  | Birge Schade    | Birge Schade              |
| Karl Wegner                   | Max Herbrechter | Max Herbrechter           |
| Marlowe                       | Tom Frederic    | Sebastian Christoph Jacob |
| Dennis O’Leary                | Tim Chipping    | Dennis Schmidt-Foß        |
| Nick Carson                   | Rocky Marshall  | Karlo Hackenberger        |
| Jimmy Thompson                | Ian Burfield    | Tim Moeseritz             |
| Alan Brady                    | Harry Capehorn  | Felix Spieß               |
| Police Constable Nate Roberts | Ben Richards    |                           |
| Superintendent John Heaton    | Daniel Flynn    | Hans-Werner Bussinger     |
| Bankangestellter              | Thomas Büchel   | Thomas Büchel             |

## Kritik
„Mit diesem ‚Special‘ ist dem ZDF ein mehr als passabler Action-Krimi gelungen. Entführung in London ist nicht der kleinste gemeinsame Nenner von SOKO Leipzig und The Bill. Fast alle Produktionsdepartments wurden paritätisch zwischen den Ländern aufgeteilt. Beim Cast dominieren die Deutschen, Regie führte dafür ein Engländer. Für die deutsche Krimiserie ist diese Kooperation auf jeden Fall eine Bereicherung. Die britische Note macht sich gut in Kombination mit Verfolgungsjagden und moderner Bildsprache.“